# (523591) 2001 QD298
(523591) 2001 QD298 est un objet transneptunien faisant partie des cubewanos. 

## Caractéristiques
(523591) 2001 QD298 a un diamètre estimé entre 140 et 240 selon l'albédo retenu.